# Воловенко Євген Володимирович
Євген Володимирович Воловенко (рос. Евгений Владимирович Воловенко; нар. 4 квітня 1972, Калінінград, РРСФР, СРСР) — російський актор та модель.

## Життєпис
Євген Воловенко народився 4 квітня 1972 року в Калінінграді. Після закінчення школи разом з сім'єю переїхав у Москву.

## Особисте життя
Євген Воловенко одружений з українською акторкою Діаною Розовлян.

## Фільмографія
- 2019 — Таємниця останньої глави
- 2019 — За законами воєнного часу-3
- 2018 — Фатальне SMS
- 2018 — За законами воєнного часу-2[2]
- 2017 — Тихі люди
- 2017 — Спокуса-2
- 2017 — Спокуса[3]
- 2017 — Тримай мене за руку
- 2016-2017 — Провокатор
- 2016 — Потрійний захист
- 2016 — Тренер
- 2016 — Свій чужий син[4]
- 2016 — Першокурсниця
- 2015 — Засіб від розлуки
- 2015 — За законами воєнного часу[5]
- 2015 — Не пара
- 2015 — Лондонград. Знай наших!
- 2014 — Чуже життя
- 2014 — Підозра
- 2014 — Мертве серце
- 2014 — Кров з молоком
- 2014 — Справа Батагамі
- 2013 — П'ята стража
- 2013 — Поцілунок!
- 2013 — Партія для чемпіонки
- 2013 — Нахабка
- 2013 — Людмила
- 2013 — Янгол чи демон
- 2012-2013 — Не плач по мені, Аргентина!
- 2012 — Передчуття
- 2012 — Без сліду
- 2011 — Уральська мереживниця
- 2011 — Термінал
- 2011 — Врятувати чоловіка
- 2011 — Профіль вбивці
- 2011 — Відображення
- 2011 — Лектор
- 2011 — Купідон
- 2011 — Карамель
- 2011 — Щоденник лікарки Зайцевої
- 2011 — Дикий-2
- 2010-2011 — Маруся
- 2010 — Докази
- 2010 — Основні версія
- 2010 — Кохання та інші дурниці
- 2010 — Джокер
- 2010 — Адвокат-7
- 2009 — З життя капітана Черняєва
- 2008-2012 — Обручка
- 2008 — Злочин буде розкрито
- 2007 — Солдати-12
- 2007 — Сваха
- 2007 — Ведмеже полювання
- 2006 — Жіночі історії
- 2006 — Спека
- 2005 — Аеропорт
- 2004-2013 — Кулагін та партнери
- 2004 — 32-є грудня